# 매킨리 벨처 3세
매킨리 벨처 3세(영어: McKinley Belcher III, 1984년 3월 23일 ~ )는 미국의 배우이다. 넷플릭스 드라마 《오자크》에 출연한다.